# Nephtys pente
Nephtys pente är en ringmaskart som beskrevs av Rainer 1984. Nephtys pente ingår i släktet Nephtys och familjen Nephtyidae. Arten är reproducerande i Sverige. Inga underarter finns listade i Catalogue of Life.